# جيري وايت
جيري وايت (بالإنجليزية: Jerry White)‏ هو سياسي أمريكي، ولد في 1959 في كوينز في الولايات المتحدة. حزبياً، نشط في Socialist Equality Party (United States) ‏.